# Pałac w Kłonicach
Pałac w Kłonicach – wybudowany w XVI w. w Kłonicach.

## Położenie
Pałac położony jest we wsi w Polsce, w województwie dolnośląskim, w powiecie jaworskim, w gminie Paszowice, na Pogórzu Kaczawskim (Pogórzu Złotoryjskim) w Sudetach, na pograniczu z Przedgórzem Sudeckim.

## Historia

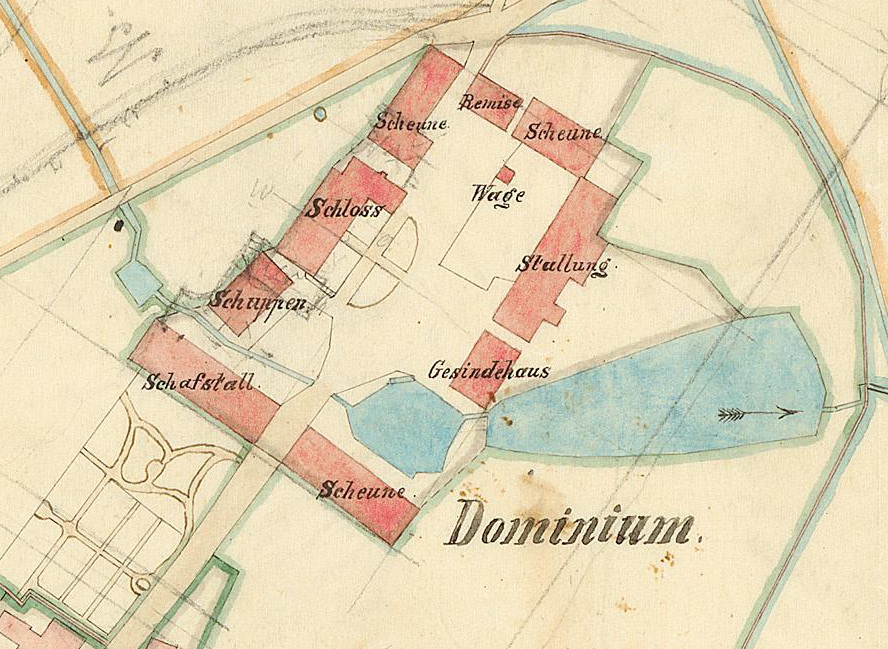
Plan zespołu pałacowego, 1878

Obiekt jest częścią zespołu pałacowego, w skład którego wchodzą jeszcze: park; folwark: stajnia z wozownią, obora, chlewnia, spichrz, oficyna mieszkalna.